# 2017年モーリタニア憲法改正国民投票
2017年モーリタニア憲法改正国民投票（2017ねんモーリタニアけんぽうかいせいじゅうみんとうひょう）では、2017年8月5日にモーリタニアで行われた憲法改正を問う国民投票について概説する。当初の投票日は同年7月15日であった。有権者は、提案中の憲法改正案を受け入れるか否かが問われた。2つ（後述）の提案は、どちらも86%の賛成で可決された。投票率は54%だった。

## 提案事項

提案された国旗

投票は、2つの改正提案に分けられる。1つ目の提案は、間接選挙によって議員が選出される上院を廃止し、地方議会に置き換えるとともに、イスラム最高評議会 (Islamic High Council)と国のオンブズマン (national Ombudsman) を統合し、ファトワー最高評議会 (Supreme Council of the Fatwa) とするものである。2つ目の提案は、国のシンボルの変更に係るものである。この変更では国旗と国歌が変更され、前者は、国旗上部と下部に「イギリスからの開放のために戦い、流れた血」を象徴とする赤の横線が入り、後者は歌詞に数語の変更がある。
国民議会では、147人中141人の賛成で変更が可決されたが、上院では、56人中33人の反対で2017年3月に否決されている。反対した中には、与党の共和国連合所属議員が24人含まれていた。

## 運動
前大統領（投票時点）のシディ・モハメド・ウルド・シェイク・アブダライは、「合法クーデター」であると非難し、この国民投票に反対を投じるように呼びかけた。政府反対勢力の National Forum for Democracy and Unity も拒否する姿勢を見せた。7月21日から正式な投票運動が始まった。

## 暫定結果

### 憲法改正
| 投票            | 票数      | 割合 (%) |
| --------------- | --------- | -------- |
| 賛成            | 584,084   | 85.61    |
| 中立            | 30,039    | 4.40     |
| 反対            | 68,124    | 9.99     |
| 無効票          | 64,408    | –        |
| 合計            | 746,655   | 100.00   |
| 有権者数        | 1,389,092 | 53.75    |
| 出典: Al Akhbar |           |          |

### 国旗・国歌の変更
| 投票            | 票数      | 割合 (%) |
| --------------- | --------- | -------- |
| 賛成            | 573,935   | 85.67    |
| 中立            | 28,894    | 4.31     |
| 反対            | 67,146    | 10.02    |
| 無効票          | 76,314    | –        |
| 合計            | 746,289   | 100.00   |
| 有権者数        | 1,389,092 | 53.72    |
| 出典: Al Akhbar |           |          |